# Шахта «Білозерська»
ДВАТ "Шахта «Білозерська». Входить до ДХК «Добропільвугілля».

## Історія
Стала до ладу у 1954 р. з виробничою потужністю 1 млн т на рік. 

## Технічні дані
Розташована у м. Білозерське Донецької області.
Фактичний видобуток вугілля: 3403/1113 т/добу (1990 р./1999 р.). 
У 2003 р. видобуто 898,9 тис.т вугілля. 
Протяжність підземних виробок: 82,6/80 км (1996 р./1999 р.).
Станом на 1999 р. розробляються пласти m5', l8, l3 з потужністю 0,6-2,1 м та кутами падіння 9-11о. У 2003 році — пласти l8, l3 потужністю 1,85-2,43 м.
Шахта надкатегорійна за метаном. 
Вугільний пил пластів вибухонебезпечний. 
Кількість очисних вибоїв: 2 (1999 р.), підготовчих: 8 (1999 р.). Обладнання: комплекс 3КД-90Т, комбайни ГПКС.
Кількість працюючих: 2632 чол., в тому числі підземних: 1615 чол. (1999 р.).